# Azul Violeta
Azul Violeta fue una agrupación mexicana de música rock formada en Guadalajara, Jalisco, hacia el final de la década de los años 80.

## Historia
Azul Violeta da inicio a mediado de 1987, cuando Ugo Rodríguez se encuentra con César “Vampiro” López, y comienzan a trabajar en material original, con una base en el rock inglés de mediados de los 80's. Azul Violeta hizo sus primeros conciertos en galerías de arte como "Clave" y "Magritte" de Guadalajara.
Entre 1987 y 1992, el grupo sufriría una serie de alteraciones en cuanto a sus integrantes. Entre ellos se incluyen  Richie Arreola (Belanova), Nacho González (Cuca y Volcán), “Bola” Domene (Rostros Ocultos). Sin embargo la alineación que más perduró incluía a Alejandro Pérez "Ork" y Patricio "Pato" Domene.
Durante 1991 dan a conocer su primer material en la radio de Guadalajara con la canción "Fortifica tu aliento " con muy buena respuesta del público local. Tres años más tarde, en 1994, tras su ruptura con Maná, “Vampiro” plantea a Ugo rearmar Azul Violeta. Iván González, también exintegrante Maná, se suma al mismo, a la par del bajista Yuri González —luego de su salida del grupo Los Contras— y Álex “Ork” Pérez, quien había pasado una temporada siendo parte del proyecto Lula, junto con Julieta Venegas. Una alineación que le traería constancia al proyecto, y que ha conseguido tener continuidad a través de los años.
Ese mismo año, Azul Violeta firma contrato con EMI, componen nuevas canciones y acuerdan grabarlas en los estudios Real World Récords de Peter Gabriel, en Inglaterra, durante noviembre y diciembre. “Antes de irnos ya estaba trabajando Richard Blair en ello”, recuerda Iván aludiendo al prestigiado productor británico con el que trabajaron ese primer disco, América, el mismo que dio a conocer su sonido: un rock con inclinaciones al funk, la sicodelia, un interés en la fusión y una refinada sensibilidad pop. Se produjo un videoclip de la canción, “Sólo por hoy”, su primer sencillo, que rotó tanto en MTV como en Telehit. Con la garantía que los tracks de América ofrecían en calidad de composición y producción, el entonces quinteto emprendió la que sería su primera gira continental, presentándose en varias de las ciudades más importantes de México, Estados Unidos y Sudamérica, ganándose a pulso un lugar preponderante en el horizonte del rock hispano. Otras canciones distintivas de América, que se han consolidado a través del tiempo son “Renacer”, “Es hora ya”, Éxtasis” y “Atrapando estrellas”, la única de la primera etapa del grupo que se incluyó en este.
Dos años más tarde, en 1996, Azul Violeta produce Globoscopio, disco que se grabó en un teatro abandonado en la población de Chapala, Jalisco, donde el grupo montó su estudio. De nuevo, la producción recayó en manos de Richard Blair. Globoscopio llegó al mercado con el apoyo paulatino de los videoclips realizados para canciones como “Tu luz” y “Volveré a empezar”.
Mini-Multi, editado en 1999, es el siguiente trabajo de Azul Violeta, un álbum en el cual Azul Violeta busca incorporar recursos electrónicos a su paleta musical. Fue el último disco hecho con el apoyo de EMI y el primero sin la participación de “Vampiro” quien deja el proyecto para integrarse a Jaguares. El disco lo produjo el ahora cuarteto con el apoyo de Didi Gutman, del grupo neoyorquino Brazilian Girls. El videoclip del sencillo “Quiere más” lo realizó el director de cine Fernando Lebrija.
Ya en la independencia, Azul Violeta sufre de nuevo alteraciones en su alineación, y consigue tener continuidad gracias a la perseverancia de Ugo y Orco quienes juntos componen las canciones de Contacto, álbum editado en 2002 por el efímero sello Fugazi. Complementaron el proyecto en ese entonces el guitarrista Pablo Vázques, el bajista Leo Borreiro y el tecladista Cometa. La canción “Por ti” fue elegida como primer sencillo. Se produjo un videoclip de la misma. Yuri, que para entonces se había asociado al colectivo Nopal Beat de música electrónica, participó en “Un día más”.
Entre 2002 y 2008 Azul Violeta entra en una racha de inactividad, en tanto sus integrantes se vinculan a otros proyectos de diversa índole.
En 2008, Azul Violeta se reúne para ofrecer una presentación en vivo en el Auditorio Benito Juárez, el 16 de octubre, que supuestamente sería su adiós oficial. El concierto se grabó y, a la postre, en 2011, salió al mercado en disco compacto bajo el título Despedida fingida. No obstante el interés en despedirse y tocar juntos por última ocasión con la alineación que grabó América catorce años atrás, el concierto encendió de nuevo el interés por volver a asociarse y plantear nuevas cosas a futuro. “Después del after, todos querían otra más…” Escribe Orco en los créditos del cuadernillo del disco.
Ese interés por asociarse de nuevo se materializa en 2013 cuando Azul Violeta decide volver al estudio y grabar nuevo material, justo en la coyuntura de la celebración de sus primeros 25 años de trabajo y complicidad. Un concierto de festejo, la producción de un documental que narrará su recorrido artístico, así como el lanzamiento de un nuevo disco, son ya planes que están contemplados en su agenda.
Hoy en día, los cuatro integrantes originales de Azul Violeta, han llegado a su reencuentro con un bagaje de experiencias importantes bajo el hombro. Ugo Rodríguez encara esta nueva etapa luego de haber militado en Yo-Yo Breakers —en el que coincidiera con Yuri— y en Volcán, además de participar en iniciativas como Mariachi Rock–O y la Big Band de Klaus Mayer. De la misma manera, Alex Pérez ha ganado mucho conocimiento en producción a propósito de su rol como director del sello Tercer Piso, en el que ha desarrollado destacados proyectos del rock tapatío como Porter, Juan Son y Los Impostors, entre varios más. Por su parte, Yuri González ha trabajado concentradamente en el proyecto Fat Naked Lady y ha hecho una carrera destacada a su vez como DJ, eso además de ser parte del grupo Yo-Yo Breakers, que en 2009 sacó el álbum New Older. E Iván González, quien durante los últimos años ha estado dedicado a la producción de eventos.
Complementan la alineación actual de Azul Violeta, el guitarrista Shaboomy, que además de haber sido parte de grupos como Fósforo Club y Yoli, ha colaborado con nombres de la escena tapatía que van de Belanova y Siddhartha a Sara Valenzuela y Gerardo Enciso. Asimismo el guitarrista Mayer Rod, quien ha estado asociado con proyectos como Antrobot, Ximena Sariñana y San Juan Project, entre otros.

## 25 años de Azul Violeta
Azul Violeta cumple 25 años. Para ello, el grupo que hoy integran Ugo, Orco, Yuri, Iván, Shaboomy y Rod, trabaja concentradamente en una serie de acciones que se materializarán en el 2014. Un concierto en el Teatro Diana por la celebración de dos décadas y media de amistad, inspiración, trabajo y complicidad con sus seguidores; la grabación de un nuevo racimo de canciones en un álbum que verá la luz a comienzos del año entrante, y un documental en el que se narra su intensa y productiva aventura musical, son algunos argumentos que constatan que Azul Violeta es una realidad con pasado, presente y sobre todo mucho futuro.

## Concierto de despedida
Tras un exitoso viaje de tres décadas, Azul Violeta, una de la agrupaciones más representativas de la escena tapatía de rock, dijo adiós a los escenarios en la Sala Plácido Domingo del Conjunto Santander de Artes Escénicas. Ubicado en la ciudad de Zapopan, en el estado de Jalisco. El 15 de junio de 2019 a las 21:00 horas.
En lo que significó el último concierto de su historia, el conjunto ofreció un recorrido por lo mejor de su catálogo, acompañado de una puesta en escena acorde a la ocasión.
Los músicos decidieron poner punto final a una aventura que comenzó en 1988 y subir juntos solo una vez más a la tarima para agradecer el cariño del público de casa, amigos y familiares que han estado cerca de su camino.
“La idea de hacer este concierto es, primeramente, por el respeto a esta banda que tanto queremos; en segundo lugar, para agradecer al público que nos ha acompañado durante tantos años”, dijo Iván González, tecladista del grupo.
“Será un show largo y con una súper producción. Vamos a hacer algo que espero se quede en los corazones de la gente que nos vaya a ver”, confirmó. Esta presentación, a decir de González, fue también un momento para rendir gratitud a los músicos que han pasado por las filas de Azul Violeta.
La cantante Niza Buenrostro fue quien puso en marcha esta velada de nostalgia y celebración abriendo el concierto.

## Discografía
- América EMI (1994)[2]
- Globoscopio EMI (1996)
- Mini-Multi EMI (1999)
- Contacto Fugazi Records (2002)
- Despedida Fingida  Independiente (2011)
- Lo Público y Lo Privado Independiente (2015)

## Videos
- Es Hora Ya (1994)
- Sólo Por Hoy (1994)
- Volver a Empezar (1996)
- Tu Luz (1996)
- Luna (1996)
- Quiere Más (1999)
- Un Día Más (2002)
- Por Ti  (2002)